# Johannes Huber (Mediziner, 1946)

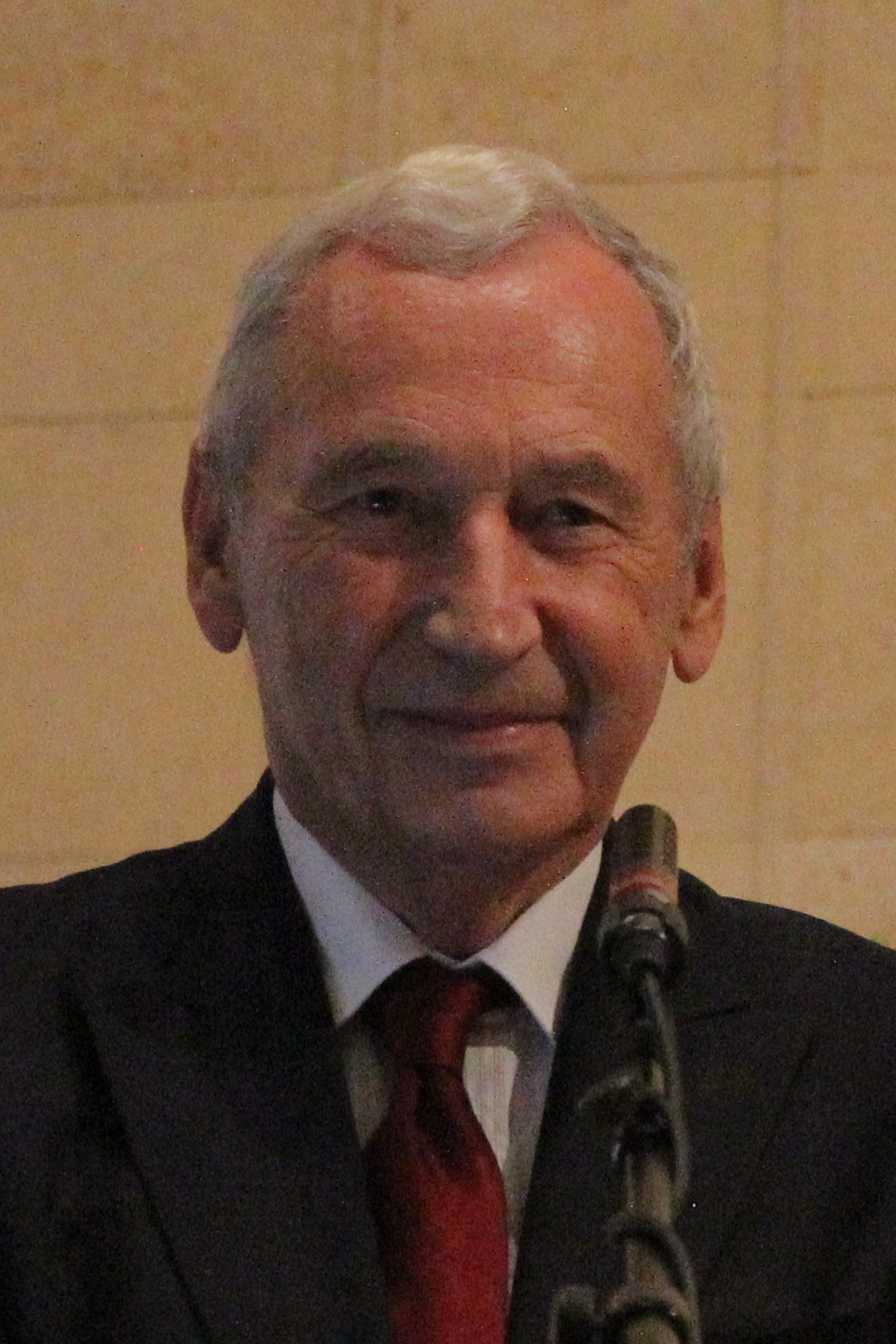
Johannes Huber, 2022

Johannes Huber (* 31. Mai 1946 in Bruck an der Leitha) ist ein österreichischer Mediziner und Theologe.

## Leben
Huber besuchte das Bundesgymnasium Hollabrunn, wo er 1965 die Matura ablegte. Danach studierte er katholische Theologie und Medizin an der Universität Wien. 1973 wurde er zum Doktor der Theologie und 1975 zum Doktor der Medizin promoviert und war von 1973 bis 1983 einer von zwei persönlichen Sekretären von Kardinal Franz König. 1985 habilitierte er sich an der Medizinischen Fakultät der Universität Wien über Strukturelle und numerische Chromosomenaberrationen bei gynäkologischen Malignomen. Huber war von 1992 bis 2011 Professor und Leiter der klinischen Abteilung für Endokrinologie und Reproduktionsmedizin an der Universität Wien bzw. (ab 2004) der Medizinischen Universität Wien. Von 1995 bis 1996 leitete er provisorisch die gesamte Frauenklinik im Wiener AKH. 2001 bis 2006 war er Vorsitzender der Bioethik-Kommission, sowie Mitglied des Obersten Sanitätsrates und korrespondierendes Mitglied des Kuratoriums Alpbach.
Schwerpunkte seiner Forschungs- und Publikationstätigkeit sind Frauengesundheit, Reproduktionsmedizin, Endokrinologie und interdisziplinäre Gynäkologie. Fachlich ist Huber vorwiegend als Endokrinologe tätig.

## Wirken
1978 organisierte Huber in München unter der Patronanz der bayrischen Akademie der Wissenschaften ein Symposium zu Glaube und Wissen und gestaltete gemeinsam mit Oskar Schatz einen Kongressband mit Beiträgen von Viktor Frankl, Golo Mann, Konrad Lorenz, Rupert Riedl und Erich Fromm (Glaube und Wissen, Herder, 1980).
1985 bereitet er mit Uli Märkle die Aufführung der Krönungsmesse mit Herbert von Karajan und den Wiener Symphonikern im Rahmen eines Pontifikalamtes vor, das Papst Johannes Paul II zelebrierte.
Huber begründete als Abteilungsleiter im AKH die erste und einzige Transgender-Ambulanz in Österreich.
Er polarisierte unter anderem in der Diskussion um Patientenverfügungen. Auf die Frage, ob ein Arzt einer Frau während eines Kaiserschnittes mit starkem Blutverlust gegen ihren per Patientenverfügung geäußerten Willen eine lebensrettende Bluttransfusion verabreichen dürfe, antwortete er, dass es sehr viel Härte erfordern würde, Mutter und Kind in so einem Fall wegen der religiösen Überzeugungen der Familie sterben zu lassen. Nach Inkrafttreten des Patientenverfügungsgesetzes forderte er Verständnis für Kollegen, die sich in solchen Fällen mit einer Gewissensentscheidung über den ausdrücklichen Patientenwillen hinwegsetzen, falls dieser auf einem „theologisch falschen“ Hintergrund beruhe.
In der Diskussion über das Recht auf Leben brachte er Verständnis dafür zum Ausdruck, die Schwangerschaft mit nicht lebensfähigen Kindern, die auf Grund schwerer Beeinträchtigungen spätestens bei der Geburt mit Sicherheit sterben würden, zu jedem Zeitpunkt mit der humansten zur Verfügung stehenden medizinischen Methode abzubrechen.

## Kritik
Huber stand in der Kritik, Esoterik und Pseudowissenschaften zu verbreiten. Zwischen 2007 und 2010 wurde er etwa kritisiert, weil er eine von ihm und einem anderen Arzt entwickelte und kommerziell angebotene Krebstherapie mit unhaltbaren Heilungsversprechen beworben hatte. Die Süddeutsche Zeitung bezeichnete dies als „Medizinskandal“. Die Gesundheitsministerin Andrea Kdolsky äußerte scharfe Kritik an den beiden Ärzten. Ulrich H. J. Körtner, Mitglied der Bioethikkommission, bezeichnete Huber als „eine Belastung“ für das Gremium. Im November 2017 wurde er für den Negativpreis Goldenes Brett vorm Kopf nominiert, der von der Gesellschaft zur wissenschaftlichen Untersuchung von Parawissenschaften vergeben wird. Als Begründung wurde genannt, Huber sorge „regelmäßig mit antiwissenschaftlichen Behauptungen für Aufsehen“. In seinen Büchern präsentiere er „eine Vielzahl esoterischer Ideen – von Schutzengeln über magische Auren bis hin zu übersinnlicher Informationsübertragung und die Bedeutung früherer Leben für unser zukünftiges Schicksal“. Huber weist diese Kritik zurück.

## Auszeichnungen
- 2006: Großes Silbernes Ehrenzeichen für Verdienste um die Republik Österreich[14]
- 2019: Opilio-Rossi-Medaille für seine hervorragenden Leistungen um das Laienapostolat[15]
- 2023: Goldenes Doktordiplom der Katholisch-Theologischen Fakultät der Universität Wien[16]
- 2024: MenoAward von "Wechselweise"[17]

## Veröffentlichungen
- Hormone für die Schönheit. Ariston, Kreuzlingen/München 1997, ISBN 3-720-51706-3.
- mit Christian Gruber, Doris Gruber: „Länger leben mit den Weisheiten der Klöster“. Uraltes Wissen, nach den neuesten Gesichtspunkten überprüft. Jentzsch, Wien 2004, ISBN 3-7142-0002-9.
- Das Ende des Alterns. Bahnbrechende medizinische Möglichkeiten der Verjüngung, Stammzellentherapie, Organverjüngung. Ullstein, Berlin 2007, ISBN 978-3-548-36951-8.
- mit Walter Thirring: Baupläne der Schöpfung. Hat die Welt einen Architekten? Seifert, Wien 2011, ISBN 978-3-902406-73-6.
- Es existiert. Die Wissenschaft entdeckt das Unsichtbare. edition a, Wien 2016, ISBN 978-3-99001-168-3.
- Der holistische Mensch. Wir sind mehr als die Summe unserer Organe. edition a, Wien 2017, ISBN 978-3-99001-230-7.
- Woher wir kommen. Wer wir sind. Wohin wir gehen. Die Erforschung der Ewigkeit. edition a, Wien 2018, ISBN 978-3-99001-278-9.
- Die Anatomie des Schicksals. Was uns lenkt. edition a, Wien 2019, ISBN 978-3-99001-326-7.
- Die Kunst des richtigen Maßes. Wie wir werden, was wir sein können. edition a, Wien 2021, ISBN 978-3-99001-532-2.
- Wunderwerk Frau: „Warum das ‚schwache‘ Geschlecht das wahrhaft starke ist.“ Die Essenz meines Wissens zum 300-jährigen Jubiläum des Gräfe und Unzer Verlags. Gräfe und Unzer Edition, München 2022, ISBN 978-3-8338-8203-6.
- Die Himmelsleiter. Der wahre Sinn unseres Lebens auf Erden. edition a, Wien 2022, ISBN 978-3-99001-595-7.
- Das Mann-Frau-Geheimnis. Die faszinierenden Unterschiede zwischen den Wunderwerken Mann und Frau. edition a, Wien 2023, ISBN 978-3-99001-659-6.
- Die Datenbank der Ewigkeit. Was in den alten Schriften über den Sinn des Lebens steht. edition a, Wien 2023, ISBN 978-3-99001-673-2.
- Der Seelenheiler. Roman. edition a, Wien 2024, ISBN 978-3-99001-755-5.
- Hirnfit bis 100 mit Elisabeth Gürtler-Mauthner, edition a, Wien 2025, ISBN 978-3-99001-816-3.